# 야생화된 집비둘기

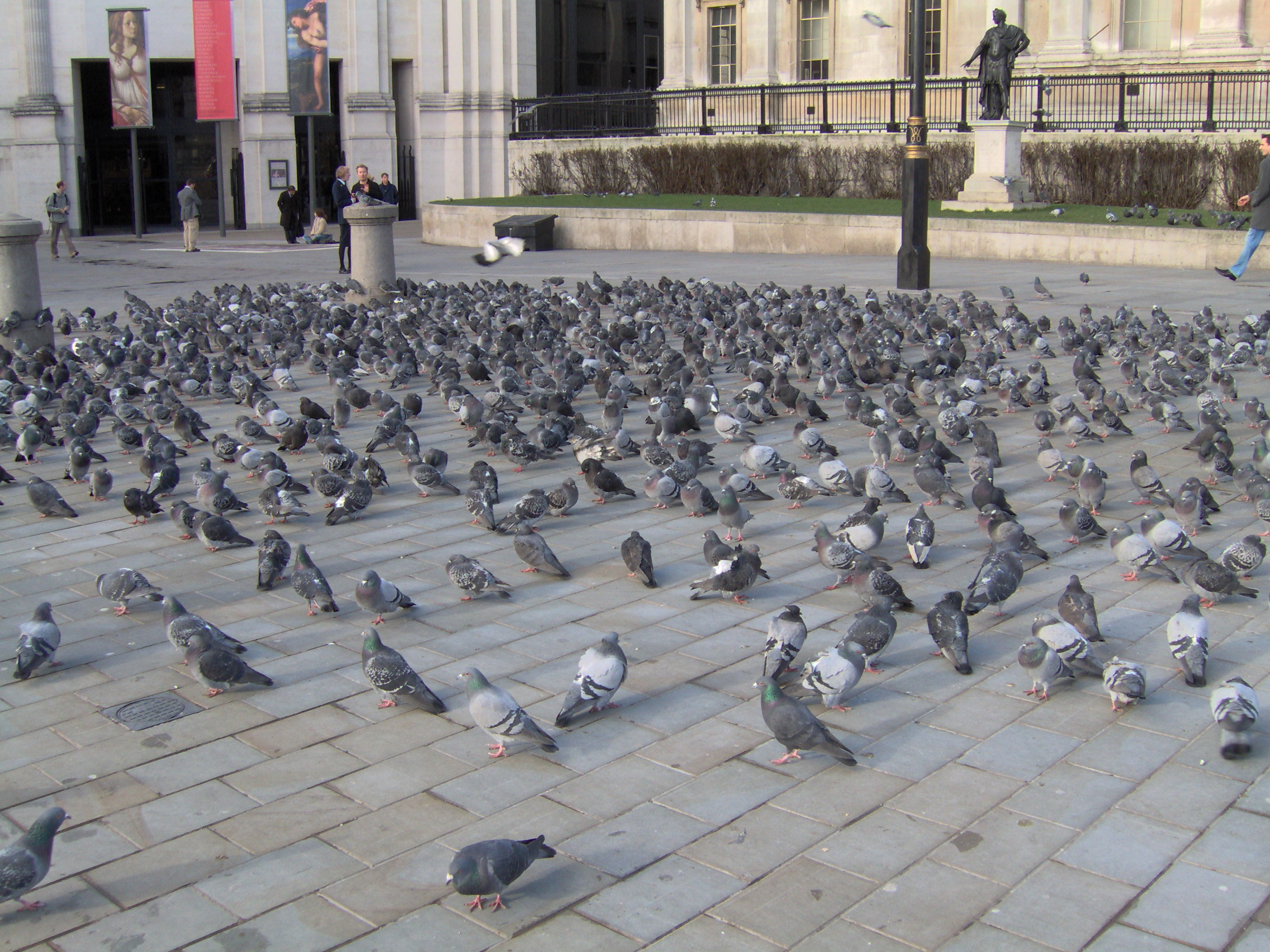

야생화된 집비둘기(Feral pigeons)는 집비둘기(학명: Columba livia domestica)가 야생화된 것이다.
집비둘기는 원래 바위비둘기가 가축화된 것이기에, 바위비둘기, 집비둘기, 야생화된 집비둘기는 모두 같은 종이며 서로 교잡이 가능하다.
야생화된 집비둘기는 특히 도시 환경에 적응하여 전세계의 거의 모든 도시에서 발견된다.

## 같이 보기
- 버드피딩
- 비둘기고기